# SZD-16 Gil
SZD-16 Gil – polski, jednomiejscowy szybowiec eksperymentalny zaprojektowany w Szybowcowym Zakładzie Doświadczalnym w Bielsku-Białej.

## Historia
Szybowiec został zaprojektowany w 1955 r. pod kierunkiem mgr inż. Zbigniewa Badury jako propozycja dla Ligi Przyjaciół Żołnierza i konkurencja dla SZD-15 Sroka. Miał charakteryzować się prostotą, dobrymi własnościami lotnymi i być tanim w produkcji. Aby to osiągnąć, postanowiono zbudować skrzydło drewniane, kadłub zaś metalowy z częścią przednią zbudowaną w postaci kratownicy spawanej z rur stalowych krytą płótnem. Część tylną natomiast stanowić miała rura z blachy duralowej zakończona usterzeniem konstrukcji drewnianej. Wobec braku zainteresowania ze strony przyszłego odbiorcy, projekt odłożono do archiwum.
Dopiero w 1958 r., pod wpływem zainteresowania konstrukcjami metalowymi, przystąpiono do budowy „Gila”, jako studium szybowca z metalowym kadłubem. Prototyp szybowca został oblatany przez Adama Zientka w Bielsku 20 października 1958 r. Szybowiec przeszedł próby fabryczne, a następnie próbę państwową w Instytucie Lotnictwa w lipcu i sierpniu 1960 r. Szybowiec miał bardzo dobre własności lotne i po wprowadzeniu niewielu poprawek mógł z powodzeniem wejść do produkcji seryjnej. Jednakże w 1960 r. nie spełniał już oczekiwań odbiorców i zrezygnowano z dalszego rozwijania tej konstrukcji.
Zmodyfikowany kadłub „Gila” wykorzystano przy konstruowaniu szybowca SZD-25 Lis. Istniejący prototyp SZD-16 Gil wykorzystano jako małe latające laboratorium, na którym przeprowadzono próby z hamulcami interferencyjnymi. Szybowiec nazwano SZD-16 Gil Z i kolejno zaopatrywano w interferencyjne hamulce zamocowane na stałe między skrzydłami a kadłubem.
W połowie lat 60. jedyny zbudowany egzemplarz szybowca „Gil” znajdował się w Szybowcowym Zakładzie Doświadczalnym w Bielsku. Dalsze losy prototypu nie są znane.

## Konstrukcja
Jednomiejscowy średniopłat o konstrukcji drewniano-metalowej z zakrytą kabiną.
Skrzydło o obrysie prostokątno-trapezowym, drewniane jednodźwigarowe z pomocniczym dźwigarkiem skośnym pokryte w części przedniej sklejką, a w tylnej płótnem. Hamulce aerodynamiczne metalowe. Lotki szczelinowe.
Kadłub: część przednia szybowca spawana z rur stalowych, pokryta płótnem, przechodzi w stożkową rurę z blachy duralowej zakończoną statecznikiem pionowym. Dwa zaczepy: przedni i dolny, oraz hak do startu z lin gumowych. Wszystkie nierozwijalne przejścia oraz kołpak przedni z laminatów.
Usterzenie poziome, drewniane, stanowiące jedną całość montażową. Statecznik kryty sklejką, ster płótnem. Statecznik pionowy drewniany kryty sklejką stanowi jedną całość z kadłubem. Ster kierunku drewniany z kesonem sklejkowym kryty płótnem.
Kółko podwozia stałe, z przodu kadłuba znajduje się płoza przednia.